# Harry Vos
Harry Vos (født 4. september 1946, død 19. maj 2010) var en hollandsk fodboldspiller.
I løbet af sin karriere spillede han for ADO Den Haag, PSV Eindhoven og Feyenoord Rotterdam i Æresdivisionen. Han var en del af det Hollandske fodboldlandshold ved VM i fodbold 1974.